# Список далекобійних ударів російсько-української війни (березень 2022)
Стаття подає далекобійні удари (ракетні, БпЛА, авіабомбові, дальнобійної реактивної артилерії) обох сторін російсько-української війни у березні 2022 року по тиловим населеним пунктам і місцевостям.
Не враховано удари вздовж лінії зіткнення та удари малим калібром артилерії, FPV-дронами тощо.

## 1 березня

### Російські удари
| місце                        | зброя: збито/всього | зброя: збито/всього | влучання: загиблі/поранені                                          | влучання: загиблі/поранені |
| ---------------------------- | ------------------- | ------------------- | ------------------------------------------------------------------- | -------------------------- |
| Київ                         | ракетний удар       | 0/2                 | обстріл комплексу Київської телевежі                                | 5/5                        |
| Київська обл., Біла Церква   | —                   | —                   | не встановлено                                                      | —                          |
| Київська обл., Бородянка     | авіабомбовий удар   | авіабомбовий удар   | бомбардування житлових багатоповерхівок                             | 41/?                       |
| Кіровоградська обл, Канатове | ракетний удар       | ракетний удар       | атакований військовий аеродром                                      | —                          |
| Одеська обл., Лощинівка      | ракетний удар       | ракетний удар       | обстріл військової інфраструктури                                   | 1/1                        |
| Харків                       | авіабомбовий удар   | авіабомбовий удар   | влучання авіабомб у п'ятиповерхівку на проспекті Новобаварському, 5 | 8/6                        |
| Харків                       | Калібр              | 0/2                 | влучання в будинок Харківської ОДА та адміністративні будівлі       | 44/35+                     |
| Харківська обл., Чугуїв      | Калібр              | 0/1                 | атакований військовий аеродром                                      | —                          |
| Запорізька обл., Мелітополь  | ракетний удар       | ракетний удар       | цивільна інфраструктура, ракета не вибухнула                        | —                          |
| Донецька обл., Маріуполь     | Точка-У             | 0/1                 | атакована цивільна інфраструктура                                   | —                          |

### Українські удари
| місце                      | зброя: збито/всього | влучання: загиблі/поранені         |
| -------------------------- | ------------------- | ---------------------------------- |
| Запорізька обл., Бердянськ | Точка-У             | атакована військова інфраструктура |

## 2 березня

### Російські удари
| місце                     | зброя: збито/всього | зброя: збито/всього | влучання: загиблі/поранені                      | влучання: загиблі/поранені |
| ------------------------- | ------------------- | ------------------- | ----------------------------------------------- | -------------------------- |
| Київ                      | ракетний удар       | 1/1                 | перехоплено українською ППО                     | —                          |
| Київська обл., Бородянка  | авіабомбовий удар   | авіабомбовий удар   | бомбардування житлових багатоповерхівок         | —                          |
| Миколаївська обл., Ольвія | ракетний удар       | ракетний удар       | балкер під прапором Бангладеш Banglar Samriddhi | 0/6                        |
| Харків                    | ракетний удар       | ракетний удар       | уражена військова інфраструктура                | —                          |
| Харків                    | ракетний удар       | ракетний удар       | атаковані адміністративні будівлі               | 24/?                       |
| Харків                    | ракетний удар       | ракетний удар       | цивільна інфраструктура                         | —                          |
| Запорізька обл.           | ракетний удар       | ракетний удар       | не встановлено                                  | —                          |

## 3 березня

### Російські удари
| місце                    | зброя: збито/всього | зброя: збито/всього | влучання: загиблі/поранені                       | влучання: загиблі/поранені |
| ------------------------ | ------------------- | ------------------- | ------------------------------------------------ | -------------------------- |
| Київ                     | ракетний удар       | 3/3                 | перехоплено українською ППО                      | —                          |
| Київська обл., Бородянка | авіабомбовий удар   | авіабомбовий удар   | бомбардування житлових багатоповерхівок          | —                          |
| Чернігів                 | авіабомбовий удар   | авіабомбовий удар   | бомбардування житлових кварталів міста           | 47/3                       |
| Суми                     | ракетний удар       | ракетний удар       | атакована військова інфраструктура               | 0/3                        |
| Одеська обл., Біленьке   | авіабомбовий удар   | авіабомбовий удар   | відомо про авіаудари в районі населеного пункту  | —                          |
| Одеська обл., Затока     | авіабомбовий удар   | авіабомбовий удар   | пошкодження отримала будівля, зведена під готель | —                          |
| Чорне море               | ракетний удар       | ракетний удар       | торгове судно під прапором Панами Helt           | 0/6                        |

## 4 березня

### Російські удари
| місце                         | зброя: збито/всього | зброя: збито/всього | влучання: загиблі/поранені        | влучання: загиблі/поранені |
| ----------------------------- | ------------------- | ------------------- | --------------------------------- | -------------------------- |
| Черкаська обл., Уманський р-н | ракетний удар       | 0/4                 | не вставновлено                   | —                          |
| Житомир                       | ракетний удар       | ракетний удар       | атакована цивільна інфраструктура | —                          |

## 5 березня

### Російські удари
| місце                              | зброя: збито/всього | зброя: збито/всього | влучання: загиблі/поранені     | влучання: загиблі/поранені |
| ---------------------------------- | ------------------- | ------------------- | ------------------------------ | -------------------------- |
| Хмельницька обл., Старокостянтинів | ракетний удар       | 0/10                | атакований військовий аеродром | —                          |
| Київська обл., Біла Церква         | ракетний удар       | ракетний удар       | цивільна інфраструктура        | 0/2                        |
| Одеська обл., Великодолинське      | ракетний удар       | 0/1                 | військова інфраструктура       | —                          |
| Донецька обл., Краматорськ         | ракетний удар       | 1/1                 | перехоплено українською ППО    | —                          |

## 6 березня

### Російські удари
| місце                       | зброя: збито/всього | зброя: збито/всього | влучання: загиблі/поранені         | влучання: загиблі/поранені |
| --------------------------- | ------------------- | ------------------- | ---------------------------------- | -------------------------- |
| Вінниця                     | Калібр              | 0/6                 | атакований аеропорт «Вінниця»      | 1/4                        |
| Житомирська обл., Коростень | ракетний удар       | ракетний удар       | обстріляна цивільна інфраструктура | 1/2                        |

## 7 березня

### Російські удари
| місце                     | зброя: збито/всього | зброя: збито/всього | влучання: загиблі/поранені                       | влучання: загиблі/поранені |
| ------------------------- | ------------------- | ------------------- | ------------------------------------------------ | -------------------------- |
| Київська обл.             | ракетний удар       | 1/1                 | перехоплено українською ППО                      | —                          |
| Суми                      | авіабомбовий удар   | авіабомбовий удар   | влучання у житлові квартали                      | 15/?                       |
| Сумська обл., Охтирка     | авіабомбовий удар   | авіабомбовий удар   | бомбардування житлових кварталів                 | 1/14                       |
| Сумська обл., Битиця      | авіабомбовий удар   | авіабомбовий удар   | авіабомбовий удар по території населеного пункту | 1/0                        |
| Миколаїв                  | Калібр              | 0/1                 | уражена військова інфраструктура                 | 16/19                      |
| Миколаївська обл., Ольвія | ракетний удар       | ракетний удар       | обстріляний порт                                 | —                          |
| Одеська обл., Тузли       | ракетний удар       | ракетний удар       | атакований об'єкт інфраструктури                 | —                          |
| Харків                    | ракетний удар       | 0/1                 | не встановлено                                   | —                          |

### Українські удари
| місце    | зброя: збито/всього | зброя: збито/всього | влучання: загиблі/поранені | влучання: загиблі/поранені |
| -------- | ------------------- | ------------------- | -------------------------- | -------------------------- |
| Луганськ | Луганськ            | Точка-У             | атакована нафтобаза        | —                          |

## 8 березня

### Російські удари
| місце                             | зброя: збито/всього | зброя: збито/всього | влучання: загиблі/поранені         | влучання: загиблі/поранені |
| --------------------------------- | ------------------- | ------------------- | ---------------------------------- | -------------------------- |
| Київська обл., Обухів             | Калібр              | 1/1                 | перехоплено українською ППО        | —                          |
| Київська обл., Бориспільський р-н | ракетний удар       | 2/3                 | атакована військова інфраструктура | 0/?                        |
| Суми                              | авіабомбовий удар   | авіабомбовий удар   | влучання у житлові квартали        | 22/?                       |
| Дніпропетровська обл., Григорівка | ракетний удар       | 0/1                 | удар по цивільній інфраструктурі   | —                          |

## 9 березня

### Російські удари
| місце                               | зброя: збито/всього | зброя: збито/всього | влучання: загиблі/поранені                                     | влучання: загиблі/поранені |
| ----------------------------------- | ------------------- | ------------------- | -------------------------------------------------------------- | -------------------------- |
| Житомир                             | ракетний удар       | 0/1                 | зруйновано приватний будинок, пошкоджено розташовану поруч АЗС | 0/2                        |
| Житомирська обл., Бердичівський р-н | ракетний удар       | 2/2                 | перехоплено українською ППО                                    | —                          |
| Донецька обл., Краматорськ          | Іскандер            | 1/1                 | перехоплено українською ППО                                    | —                          |
| Донецька обл., Маріуполь            | авіабомбовий удар   | авіабомбовий удар   | влучання у пологовий будинок № 3 міста Маріуполя               | 3/17                       |

## 10 березня

### Російські удари
| місце                            | зброя: збито/всього | зброя: збито/всього | влучання: загиблі/поранені                       | влучання: загиблі/поранені |
| -------------------------------- | ------------------- | ------------------- | ------------------------------------------------ | -------------------------- |
| Житомирська обл., Стара Котельня | ракетний удар       | 0/1                 | влучання у автомобільну дорогу                   | 5/6                        |
| Дніпропетровська обл., Лозуватка | ракетний удар       | 0/2                 | атакований військовий аеродром                   | —                          |
| Сумська обл., Битиця             | авіабомбовий удар   | авіабомбовий удар   | авіабомбовий удар по території населеного пункту | —                          |
| Сумська обл., Солдатське         | авіабомбовий удар   | авіабомбовий удар   | авіабомбовий удар по території населеного пункту | —                          |
| Донецька обл., Костянтинівка     | Іскандер            | 0/1                 | залізнична інфраструктура                        | —                          |

## 11 березня

### Російські удари
| місце                   | зброя: збито/всього | зброя: збито/всього | влучання: загиблі/поранені              | влучання: загиблі/поранені |
| ----------------------- | ------------------- | ------------------- | --------------------------------------- | -------------------------- |
| Івано-Франківськ        | ракетний удар       | 0/1                 | обстріляний аеропорт «Івано-Франківськ» | —                          |
| Луцьк                   | ракетний удар       | ракетний удар       | обстріляний військовий аеродром         | 4/6                        |
| Дніпро                  | ракетний удар       | 0/3                 | промислова та цивільна інфраструктура   | 1/1                        |
| Донецька обл., Авдіївка | Точка-У             | 0/1                 | пустир, ракета не вибухнула             | —                          |

## 12 березня

### Російські удари
| місце                         | зброя: збито/всього | зброя: збито/всього | влучання: загиблі/поранені                       | влучання: загиблі/поранені |
| ----------------------------- | ------------------- | ------------------- | ------------------------------------------------ | -------------------------- |
| Київська обл., Васильків      | ракетний удар       | ракетний удар       | нафтобаза, аеродром                              | —                          |
| Кіровоградська обл., Канатове | ракетний удар       | ракетний удар       | атакований військовий аеродром                   | —                          |
| Черкаська обл., Умань         | ракетний удар       | 1/1                 | перехоплено українською ППО                      | —                          |
| Миколаїв                      | артобстріл          | артобстріл          | вогонь по лікарнях, котельні, інтернату          | 0/2                        |
| Харків                        | артобстріл          | артобстріл          | обстріл цивільної забудови, та черги до магазину | 4/15                       |

## 13 березня

### Російські удари
| місце                              | зброя: збито/всього | зброя: збито/всього | влучання: загиблі/поранені                   | влучання: загиблі/поранені |
| ---------------------------------- | ------------------- | ------------------- | -------------------------------------------- | -------------------------- |
| Івано-Франківськ                   | Калібр              | Калібр              | аеропорт «Івано-Фраківськ»                   | —                          |
| Львівська обл., Яворівськийполігон | Калібр              | Калібр              | атака на Яворівську військову базу           | 64/160                     |
| Донецька обл., Авдіївка            | Точка-У             | 0/1                 | пустир, дорога                               | —                          |
| Харківська обл., Дергачі           | авіабомбовий удар   | авіабомбовий удар   | удар по промислово-виробничій інфраструктурі | —                          |

## 14 березня

### Російські удари
| місце   | зброя: збито/всього | зброя: збито/всього | влучання: загиблі/поранені                 | влучання: загиблі/поранені |
| ------- | ------------------- | ------------------- | ------------------------------------------ | -------------------------- |
| Рівне   | Калібр              | Калібр              | атака комплексу телевізійної вежі          | 21/9                       |
| Київ    | ракетний удар       | 0/3                 | територія заводу «Антонов»                 | —                          |
| Київ    | ракетний удар       | 1/1                 | перехоплено українською ППО                | —                          |
| Харків  | Іскандер            | Іскандер            | цивільна інфраструктура                    | —                          |
| Донецьк | Точка-У             | 0/1                 | обстріл житлових кварталів центру Донецька | 20/18                      |

## 15 березня

### Російські удари
| місце                    | зброя: збито/всього | зброя: збито/всього | влучання: загиблі/поранені                         | влучання: загиблі/поранені |
| ------------------------ | ------------------- | ------------------- | -------------------------------------------------- | -------------------------- |
| Україна                  | ракетний удар       | 2/2                 | перехоплено українською ППО                        | —                          |
| Дніпро                   | ракетний удар       | 0/2                 | атака інфраструктури аеропорту                     | 0/1                        |
| Донецька обл., Маріуполь | ракетний удар       | ракетний удар       | не встановлені руйнування від ракетних атак з моря | —                          |

## 16 березня

### Російські удари
| місце                    | зброя: збито/всього | зброя: збито/всього | влучання: загиблі/поранені         | влучання: загиблі/поранені |
| ------------------------ | ------------------- | ------------------- | ---------------------------------- | -------------------------- |
| Рівненська обл., Сарни   | ракетний удар       | ракетний удар       | військова інфраструктура           | —                          |
| Вінниця                  | ракетний удар       | 0/2                 | удар по телевізійній вежі          | —                          |
| Черкаська обл., Умань    | ракетний удар       | 1/1                 | перехоплено українською ППО        | —                          |
| Донецька обл., Маріуполь | авіабомбовий удар   | авіабомбовий удар   | авіаудар по Маріупольському театру | 600/400                    |

## 17 березня

### Російські удари
| місце                    | зброя: збито/всього | зброя: збито/всього | влучання: загиблі/поранені                              | влучання: загиблі/поранені |
| ------------------------ | ------------------- | ------------------- | ------------------------------------------------------- | -------------------------- |
| Київ                     | ракетний удар       | 1/1                 | перехоплено українською ППО, жертви при падінні уламків | 1/0                        |
| Київська обл., Калинівка | ракетний удар       | ракетний удар       | не встановлено                                          | —                          |
| Дніпропетровська обл.    | ракетний удар       | 2/2                 | перехоплено українською ППО                             | —                          |
| Харківська обл., Мерефа  | ракетний удар       | 0/2+                | цивільна інфраструктура                                 | —                          |

## 18 березня

### Російські удари
| місце                           | зброя: збито/всього | зброя: збито/всього | влучання: загиблі/поранені         | влучання: загиблі/поранені |
| ------------------------------- | ------------------- | ------------------- | ---------------------------------- | -------------------------- |
| Львів                           | ракетний удар       | 0/3                 | територія ЛДАРЗ                    | —                          |
| Івано-Франківська обл., Делятин | ракетний удар       | ракетний удар       | удар по військовій інфраструктурі  | —                          |
| Київ                            | ракетний удар       | 0/1                 | житлові будинки                    | —                          |
| Київ                            | ракетний удар       | 0/1                 | ТЦ Retroville                      |                            |
| Вінницька обл.                  | ракетний удар       | 3/3                 | перехоплено українською ППО        | —                          |
| Миколаїв                        | ракетний удар       | ракетний удар       | обстріл казарми з особовим складом | 86/?                       |
| Донецька обл., Краматорськ      | ракетний удар       | ракетний удар       | цивільна інфраструктура            | 2/20                       |
| Одеська обл., Великодолинське   | ракетний удар       | ракетний удар       | не встановлено                     | —                          |
| Запоріжжя                       | ракетний удар       | 0/2                 | цивільна інфраструктура            | 9/17                       |
| Одеська обл.                    | ракетний удар       | 1/1                 | перехоплено українською ППО        | —                          |

## 19 березня

### Російські удари
| місце                   | зброя: збито/всього | зброя: збито/всього | влучання: загиблі/поранені                                                             | влучання: загиблі/поранені |
| ----------------------- | ------------------- | ------------------- | -------------------------------------------------------------------------------------- | -------------------------- |
| Харків                  | авіабомбовий удар   | авіабомбовий удар   | влучання авіабомби у дев'ятиповерхівку на Салтівці, бомба не здетонувала і знешкоджена | —                          |
| Луганська обл., Попасна | Точка-У             | 1/1                 | збито з ПЗРК FIM-92 Stinger                                                            | —                          |

## 20 березня

### Російські удари
| місце          | зброя: збито/всього | зброя: збито/всього | влучання: загиблі/поранені  | влучання: загиблі/поранені |
| -------------- | ------------------- | ------------------- | --------------------------- | -------------------------- |
| Київ           | ракетний удар       | ракетний удар       | торговий центр «Retroville» | 8/?                        |
| Вінницька обл. | ракетний удар       | 1/1                 | перехоплено українською ППО | —                          |

## 21 березня

### Російські удари
| місце                            | зброя: збито/всього | зброя: збито/всього | влучання: загиблі/поранені    | влучання: загиблі/поранені |
| -------------------------------- | ------------------- | ------------------- | ----------------------------- | -------------------------- |
| Рівненська обл., Рівненський р-н | ракетний удар       | 0/2                 | атакований військовий полігон | 0/2+                       |
| Рівненська обл., Рівненський р-н | ракетний удар       | 3/4                 | не встановлено                | —                          |

## 22 березня

### Російські удари
| місце                            | зброя: збито/всього | зброя: збито/всього | влучання: загиблі/поранені  | влучання: загиблі/поранені |
| -------------------------------- | ------------------- | ------------------- | --------------------------- | -------------------------- |
| Київ                             | ракетний удар       | 1/1                 | перехоплено українською ППО | —                          |
| Вінницька обл.                   | Іскандер            | 1/1                 | перехоплено українською ППО | —                          |
| Дніпропетровська обл., Павлоград | ракетний удар       | 0/2+                | залізнична інфраструктура   | 1/0                        |
| Донецька обл.                    | Точка-У             | 1/1                 | перехоплено українською ППО | —                          |

## 23 березня

### Російські удари
| місце  | зброя: збито/всього | влучання: загиблі/поранені            | влучання: загиблі/поранені |
| ------ | ------------------- | ------------------------------------- | -------------------------- |
| Харків | Калібр              | атакована цивільна інфраструктура     | —                          |
| Харків | РСЗВ                | обстріл Меморіалу жертв тоталітаризму | —                          |

## 24 березня

### Російські удари
| місце        | зброя: збито/всього | зброя: збито/всього | влучання: загиблі/поранені   | влучання: загиблі/поранені |
| ------------ | ------------------- | ------------------- | ---------------------------- | -------------------------- |
| Дніпро       | ракетний удар       | ракетний удар       | удару по військовому об’єкту | —                          |
| Одеська обл. | ракетний удар       | 1/2                 | перехоплено українською ППО  | —                          |

Українські удари
| місце                      | зброя: збито/всього | влучання: загиблі/поранені               | влучання: загиблі/поранені |
| -------------------------- | ------------------- | ---------------------------------------- | -------------------------- |
| Запорізька обл., Бердянськ | Точка-У             | ракетним ударом був знищений ВДК Саратов | 3+/?                       |

## 25 березня

### Російські удари
| місце   | зброя: збито/всього | зброя: збито/всього | влучання: загиблі/поранені                                  | влучання: загиблі/поранені |
| ------- | ------------------- | ------------------- | ----------------------------------------------------------- | -------------------------- |
| Вінниця | Калібр              | ?/6                 | атакований командний центр ВПС України, збито частину ракет | —                          |
| Одеса   | ракетний удар       | 3/3                 | перехоплено українською ППО                                 | —                          |

## 26 березня

### Російські удари
| місце                           | зброя: збито/всього | зброя: збито/всього | влучання: загиблі/поранені                                   | влучання: загиблі/поранені |
| ------------------------------- | ------------------- | ------------------- | ------------------------------------------------------------ | -------------------------- |
| Львів                           | Калібр              | 0/2                 | атакована нафтобаза                                          | —                          |
| Львів                           | Калібр              | 0/2                 | удар по одному з приміщень Львівського бронетанкового заводу | —                          |
| Рівненська обл., Дубно          | ракетний удар       | 0/1                 | атакована нафтобаза                                          | —                          |
| Вінницька обл., Гайсинський р-н | Калібр              | 1/1                 | перехоплено українською ППО                                  | —                          |
| Волинська обл.                  | ракетний удар       | 3/3                 | перехоплено українською ППО                                  | —                          |
| Луганська обл., Лисичанськ      | Точка-У             | Точка-У             | наслідки влучання не встановлено                             | —                          |

## 27 березня

### Російські удари
| місце                            | зброя: збито/всього | зброя: збито/всього | влучання: загиблі/поранені  | влучання: загиблі/поранені |
| -------------------------------- | ------------------- | ------------------- | --------------------------- | -------------------------- |
| Рівненська обл., Рівненський р-н | ракетний удар       | ракетний удар       | нафтобаза                   | —                          |
| Луцьк                            | ракетний удар       | 0/1                 | нафтобаза                   | —                          |
| Київська обл., Святопетрівське   | Іскандер            | Іскандер            | уражено ЗІЛ-131В            | —                          |
| Одеса                            | ракетний удар       | 2/2                 | перехоплено українською ППО | —                          |
| Харків                           | ракетний удар       | ракетний удар       | не встановлено              | —                          |

## 28 березня

### Російські удари
| місце                            | зброя: збито/всього | зброя: збито/всього | влучання: загиблі/поранені  | влучання: загиблі/поранені |
| -------------------------------- | ------------------- | ------------------- | --------------------------- | -------------------------- |
| Львівська обл., Золочівський р-н | ракетний удар       | ракетний удар       | повторний удар по нафтобазі | —                          |
| Рівненська обл.,Рівненський р-н  | ракетний удар       | 3/3                 | перехоплено українською ППО | —                          |

## 29 березня

### Російські удари
| місце                              | зброя: збито/всього | зброя: збито/всього | влучання: загиблі/поранені        | влучання: загиблі/поранені |
| ---------------------------------- | ------------------- | ------------------- | --------------------------------- | -------------------------- |
| Миколаїв                           | ракетний удар       | 0/1                 | удар по будівлі Миколаївської ОДА | 37/36                      |
| Хмельницька обл., Старокостянтинів | ракетний удар       | 0/1                 | військовий аеродром               | —                          |
| Харківська обл., Люботин           | ракетний удар       | 0/2                 | не встановлено                    | —                          |

## 30 березня

### Російські удари
| місце                                | зброя: збито/всього | зброя: збито/всього | влучання: загиблі/поранені  | влучання: загиблі/поранені |
| ------------------------------------ | ------------------- | ------------------- | --------------------------- | -------------------------- |
| Дніпро                               | ракетний удар       | 0/2                 | нафтобаза                   | —                          |
| Дніпропетровська обл., Новомосковськ | ракетний удар       | 0/1                 | промислова інфраструктура   | —                          |
| Хмельницький                         | ракетний удар       | 0/3                 | промислова інфраструктура   | —                          |
| Київ                                 | ракетний удар       | ракетний удар       | перехоплено українською ППО | —                          |

## 31 березня

### Російські удари
| місце  | зброя: збито/всього | зброя: збито/всього | влучання: загиблі/поранені | влучання: загиблі/поранені |
| ------ | ------------------- | ------------------- | -------------------------- | -------------------------- |
| Дніпро | ракетний удар       | 0/2                 | удар по військовій частині | 2/5                        |

## Підсумки
За період з 1 березня по 31 березня 2022 року фіксовано щонайменше